# Fledermaus-Quadrille
Die Fledermaus-Quadrille ist eine Quadrille von Johann Strauss Sohn (op. 363). Das genaue Datum und der Ort der Uraufführung sind nicht überliefert. Wahrscheinlich hat die Uraufführung im Juni 1874 stattgefunden.

## Einzelnachweis
1. ↑  Quelle: Englische Version des Booklets (Seite 97) in der 52 CDs umfassenden Gesamtausgabe der Orchesterwerke von Johann Strauß (Sohn), Hrsg. Naxos (Label). Das Werk ist als neunter Titel auf der 36. CD zu hören.